# Bouleuterion di Olimpia
Il Bouleuterion di Olimpia si trovava nella zona sud del bosco sacro del santuario di Olimpia, prossimo al Tempio di Zeus Olimpico, anche se separato dal recinto dell'Altis.

## L'edificio
È stato edificio di alloggio, sala delle sessioni, per riunioni e ubicazione specifica della boulé, il Senato eleo. A questo Senato o Consiglio veniva attribuita la facoltà di udire e risolvere le denunce presentate contro i giudici e gli atleti per delle irregolarità commesse nello sviluppo dei giochi olimpici, nonché qualsiasi un altro tipo di reclamo urgente e grave in relazione con gli stessi.

Oltre a questa funzione, nel Bouleuterion conservava diverso materiale e utensili sportivi, gli archivi e i registri dove si constavano i risultati delle competizioni.

Piano del santuario di Olimpia. Il Bouleterión stava nel nº 31.

Si ignora la data della sua costruzione, è stata stimata una costruzione tra il 668 e il 572 a.C., dovuta alla similarità delle tecniche costruttive con quella dei pisani.
Il complesso architettonico era costituito da due navate absidali di diverse dimensioni (30.79 m dal nord e 30.53 m dal sud), che incorniciava un cortile quadrato di 14,28 m su ciascun lato nel suo spazio interno. Ai due edifici absidiali si accedeva da est.
Durante il periodo ellenistico all'edificio originario venne aggiunto un portico orientale di stile ionico. In epoca romana venne ampliato con un portico in stile dorico in forma di lettera Ρ greca (ro), orientato a est.
Al centro del cortile quadrato, si trovava una base o piedistallo, dove doveva essere eretta la statua di Zeus Horcio ("Zeus vendicatore"), davanti alla quale i partecipanti e i direttori nei giochi prestavano giuramento di fedeltà alle regole sportive. La posizione della statua in questo sito è basata sulla notizia che il giuramento che avveniva davanti alla statua del Bouleuterion doveva essere prestato presso una struttura aperta, secondo l'usanza greca che i giuramenti agli dei dovevano essere fatti all'aperto. Pausania dice della statua che "quella del bouleuterion è di tutte le immagini di Zeus la più appropriata per spaventare gli uomini ingiusti. Il suo nome è Horcio, e ha un fulmine in ogni mano." Descrive quindi in dettaglio l'atto del giuramento. Davanti ai piedi di Zeus Horcio c'era una tavoletta di ottone con un'iscrizione, in versi elegiaci, per infondere paura a coloro che facevano falsi giuramenti.